# Institut d'architecture des Pays-Bas
L'Institut d'architecture des Pays-Bas (en néerlandais : Nederlands Architectuurinstituut, ou NAi) est un musée national consacré à l'architecture et l'urbanisme situé dans la ville de Rotterdam aux Pays-Bas. Le bâtiment, où le NAi se trouve, abrite également une librairie et un café.
Le NAi est fondé en 1988 et ouvre en 1993. Depuis le 1er janvier 2013, le musée fait partie de Het Nieuwe Instituut (Le nouvel institut).
Ce site est desservi par la station de métro Eendrachtsplein.

## Histoire

### Idée d'un musée d'architecture
En 1912, l'idée de créer un musée national d'architecture est née, lorsque l'association amstellodamoise Architectura et Amicitia a été obligée de louer une pièce supplémentaire à l'hôtel Parkzicht à Amsterdam pour stocker les archives de ses dessins et modèles. L'architecte J.H.W. Leliman était un défenseur de premier plan de créer un musée d'architecture. Un comité composé de J. Ingenohl, J.H. de Groot et W.A.E. van der Pluym en tant que membres a été mis en place pour examiner les possibilités d'un tel musée. En 1915, les membres d'Architectura et Amicitia ont suggéré de stocker la collection de l'Académie royale des beaux-arts d'Amsterdam et le logement dans un musée indépendant à une date ultérieure. Cependant, ces idées n'ont pas abouti.

### Le NAi
Dans les années 1980, trois instituts culturels néerlandais ont collaboré pour former l'Institut d'architecture des Pays-Bas, le NAi. Dont le Centre de documentation d'architecture des Pays-Bas (NDB), la Fondation du musée d'Architecture (SAM) et le Fondation du logement (Stichting Wonen). À la suite de cela, une polémique s'ensuivit entre Amsterdam et Rotterdam à propos de l'endroit où un musée d'architecture et institut devrait être fondée. Le ministre Elco Brinkman (en) a finalement opté pour Rotterdam.
Les plans précédents de mettre en place le NAi dans la bibliothèque vacante dans la rue Botersloot ont été abandonnés. Le NAi a trouvé un logement temporaire dans un bâtiment au boulevard Westersingel avant la construction du nouveau musée au parc des Musées.
En 1988, un concours est organisé entre six architectes de trouver un architecte pour le nouveau bâtiment. Il s'agit de : Jo Coenen, Rem Koolhaas, le cabinet Benthem Crouwel, Wim Quist, Luigi Snozzi et Ralph Erskine. La conception de Koolhaas était la favorite parmi la presse spécialisée et a également été favorisée par Riek Bakker, le directeur du département du développement urbain de Rotterdam. Le NAi a néanmoins accordé l'ordonnance à Jo Coenen, le bâtiment est achevé en 1993.
Le 1er juillet 2011, le NAI a rouvert ses portes après une période intensive de travaux de rénovation. La partie la plus visible de cette rénovation est la relocalisation de l'entrée au niveau de l'étang. Un espace d'exposition a également été ajouté et un espace supplémentaire pour les activités éducatives a été créé. Sur le site de l'entrée originelle se trouve désormais la plate-forme « DoeDek », où les visiteurs peuvent expérimenter avec des Lego, de gros blocs et de plaques de plâtre. En étant architecte du bâtiment d'origine, Jo Coenen a aussi été responsable de la rénovation du NAi.

## Anciens élèves
- Maarten Struijs